# Tales of Symphonia: Dawn of the New World
 (août 2010).
Si vous disposez d'ouvrages ou d'articles de référence ou si vous connaissez des sites web de qualité traitant du thème abordé ici, merci de compléter l'article en donnant les références utiles à sa vérifiabilité et en les liant à la section « Notes et références ».
Tales of Symphonia: Dawn of the New World, sous-titré Knight of Ratatosk au Japon, est un jeu vidéo de rôle développé par Namco Tales Studio et édité par Namco Bandai. Le jeu est disponible sur Wii à partir de 2008. Il s'agit d'un prolongement de Tales of Symphonia sorti sur GameCube en 2004.

## Personnages

### Nouveaux personnages
Emil Castagnier
Emil Castagnier est un jeune garçon qui a perdu ses parents lors de la purge sanglante de Palmacosta par la faute de Lloyd. Il vit ensuite à Luin avec son oncle et sa tante. Après être devenu chevalier de Ratastosk en recevant une double personnalité, il part avec Marta et Tenebrae dans le but de réveiller Ratastosk en collectionnant les noyaux de Centurions. Au cours du jeu ils reçoivent l'aide des huit héros du premier opus et rencontrent de nombreux adversaires. On apprend qu'il est Ratastosk, sous l'apparence d'Aster, l'ami de Richter. Selon les fins, soit il se suicide en croyant que Marta est morte, soit il reste pour garder la porte de Nifflheim, soit il reste avec Marta dans le vrai monde. Il se bat avec une épée et peut enchainer de nombreux combos aériens. Il est de l'élément ténèbres.
Marta Lualdi
Marta Lualdi est une jeune fille courageuse et sympathique qui protège le noyau de Ratatosk sur son front avec l'aide de Tenebrae. Elle part avec ce dernier ainsi qu'avec Emil pour réveiller Ratatosk. On apprend au cours du jeu que sa mère a été tuée lorsque l'arbre de Kharlan a détruit Palmacosta, que son père est Brute, le chef du Vanguard et que le noyau de Ratatosk sur son front est un faux. Elle devient très vite amoureuse d'Emil, ce qui semble réciproque. Selon les fins, soit elle se tue de déséspoir après le suicide de Emil, soit elle rentre seule dans le vrai monde, soit elle rentre aux côtés d'Emil. Elle se bat avec un chakram et peut faire de la magie de lumière (son élément) et de soin.
Richter Abend
Richter Abend est un demi-elfe qui recherche le noyau de Ratatosk afin de le détruire. Il apparait de nombreuses fois dans l'aventure d'abord pour aider Emil puis pour le tuer. On apprend au cours du jeu qu'il travaillait autrefois dans le centre de recherche de Sybak avec son ami Aster. Accompagné par ce dernier, il partit voir Ratatosk pour lui demander de conférer son pouvoir au nouvel arbre de Kharlan. Mais lorsqu'ils se rendirent compte que le seigneur des monstres était prêt à exterminer les humains et les demi-elfes pour protéger l'arbre, ils tentèrent de le stopper. Ratatosk tua alors Aster avant que Richter l'enferme à l'état de noyau. Il partit ensuite à la recherche de ce noyau avec l'aide d'Aqua, le Centurion de l'Eau. Afin de pouvoir se battre, il fit un pacte avec les démons de Nifflheim : il aura leurs pouvoirs à condition qu'il aille tuer Ratatosk, ce qui ouvrira le Ginnungagap, la porte menant à Nifflheim. Il reconnait quand même ses torts à la fin du jeu et reste avec Emil/Ratastosk au Ginnungagap pour garder la porte. Il se bat avec une épée, une petite hache et fait de la magie d'eau (son élément) et de soin.
Tenebrae
Tenebrae est le centurion des ténèbres. Après que Ratatosk est revenu à l'état de noyau, il le sauve de Richter puis aide Marta après que ce noyau a été placé sur son front et nomme Emil chevalier de Ratatosk pour la protéger. Il part ensuite avec eux deux dans le but de réveiller Ratatosk. Sage et rieur, il aide toujours Emil et Marta et éprouve de la sympathie pour eux mais son devoir en tant que serviteur de Ratatosk le rappelle lors de la mauvaise fin ou il empêche Raine de soigner Emil, provoquant la mort du jeune garçon et, indirectement, celle de Marta.
Aqua
Aqua est la centurion de l'eau. Lorsque Richter et Aster recherchaient Ratatosk, ils tombèrent sur elle qui accepta de les amener à l'esprit mais, après avoir vu ce dernier refuser de les écouter et tuer Aster, elle décida d'aider Richter à se venger de Ratatosk. Au cours du jeu, on découvre qu'elle est amoureuse de Richter et qu'elle n'aime pas beaucoup Tenebrae car celui-ci l'accuse de trahir Ratatosk. À la fin du jeu, elle combat les héros devant la porte menant au Ginnungagap en libérant toute sa puissance. Après sa défaite, elle redevient à l'état de cœur et fait ses excuses à Richter  pour avoir échoué. Lorsque Marta demande à Emil de faire un pacte avec elle, il répond que ce serait cruel de le faire maintenant mais la centurion de l'eau est libérée quelques instants après devant le Ginnungagap.
Alice
Alice est une jeune demi-elfe sadique qui dirige l'unité combattante du Vanguard que l'on rencontre plusieurs fois au cours du jeu et qui utilise des monstres en combat. Elle possède 3 compagnons : Athos, un loup, Porthos un lapin et Aramis, un monstre volant. Son bras droit humain est Hawk. On la rencontre à Asgard lorsqu'elle tente de tuer Marta et de capturer Colette puis on la combat dans les ruines de la dynastie. On la revoit plus tard alors qu'elle a enlevé Sélès mais elle fuit à nouveau. Après que Brute a dissous le Vanguard, elle et Decus suivent Richter jusqu'au Ginnungagap. Ils affrontent ensuite Emil et Marta et perdent le combat. Après la mort de son allié, elle avoue à ce dernier qu'elle l'aime avant de tenter de tuer Emil. Alors qu'elle s'apprête à le faire, Marta la tue et la demi-elfe s'éteint en tenant la main de Decus. Dans une quête annexe, on apprend que ses parents ont été tués par des monstres lors d'un pèlerinage forcé par l'église de Martel puis qu'elle a rencontré Decus dans un orphelinat à Hima qu'elle a brûlé peu après pour sauver le jeune homme. Elle se bat avec une cravache et des sorts de soins, de glace, de terre ainsi que d'eau. Elle utilise principalement des techniques avec des noms imagés comme « Le rouge et le noir » ou « Saison en enfer »… Son attaque ultime se nomme « Fimbulvetr » et est très dévastatrice : en effet elle attaque tous les héros avec un puissant sort de glace. Son élément est aussi la glace.
Decus
Decus est un humain fou amoureux d'Alice, qui s'est engagé dans le Vanguard pour cette raison. Grâce au pouvoir du noyau de Solum, il parvient à prendre l'apparence de n'importe qui. Il utilise ce pouvoir pour se faire passer pour Lloyd et participe à la purge sanglante ou il tue les parents d'Emil. On le voit réellement à Flanoir puis à la Forteress du Cap, une base du Vanguard ou il combat Emil, Marta et Zélos. On découvre qu'il est à moitié possédé par le noyau de Solum dans la base du Vanguard d'Altamira. On le revoit plus tard aux côtés d'Alice sur la route du Ginnungagap. Après les avoir battu, il se sacrifie pour sauver Alice, qui mourra peu après à ses côtés. On apprend dans une quête annexe qu'il a rencontré Alice dans l'orphelinat d'Hima et qu'il l'a suivi depuis cet évènement. Il se bat avec une énorme épée, qu'il range dans une chrysalide. Le nom de ses attaques vient de l'allemand. Il est de l'élément feu.
Brute
Brute est le père de Marta. Après que Richter l'a convaincu qu'il pourrait être le roi de Sylvarant, il forme le Vanguard, le front de libération de Sylvarant, dans le but de sauver ce monde en déclin. Il tente en réalité de trouver les noyaux de centurions afin de placer leurs pouvoirs dans le canon à mana pour détruire les villes de Téssé'halla. Il est finalement vaincu par Emil à Altamira et décide de dissoudre le Vanguard. On apprend qu'il avait été possédé par le noyau de Solum, ce qui l'a poussé à agir ainsi. Il se bat avec un sceptre et peut aussi utiliser de la magie. Il est de l'élément terre.
Magnar
Magnar est un général de l'église de Martel qui est apparemment sous les ordres de Lloyd. On le combat pour la première fois à Luin puis une deuxième fois devant la maison d'Altessa où on apprend qu'il est en réalité un homme du Vanguard. Après l'avoir vaincu, il est envoyé à la prison de Meltokio. Dans une quête annexe, on découvre qu'il a une rivalité avec Hawk et qu'il aime Alice. Il se bat avec une hallebarde.
Hawk
Hawk est un commandant du Vanguard sous les ordres d'Alice qui le maltraite lorsqu'il échoue à une mission. On le combat pour la première fois à Asgard puis une deuxième fois à Altamira. Après l'avoir battu, Brute arrive et combat les héros. Hawk fonce sur Emil et, alors que Brute va tuer le jeune garçon, ce dernier envoie Hawk sur Brute qui le transperce. Dans une quête annexe, on découvre qu'il a une rivalité avec Magnar et qu'il hait ses supérieurs. Il se bat avec deux couteaux et peut faire de puissantes attaques aériennes. Il se fera accidentellement tué par Brute. La plupart de ses attaques sont basés sur les fleurs des cerisiers.

### Anciens personnages
Lloyd Irving
Lloyd est un humain courageux et idéaliste qui déteste la discrimination. On voit Lloyd pour la première fois à Palmacosta ou il tue les parents d'Emil mais on découvre plus tard que ce n'était que Décus qui avait pris son apparence. Le véritable Lloyd apparait lorsqu'il combat Marta avant de voler le noyau de Lumen. On le revoit à la Forteresse du Cap lorsqu'il démasque Decus et sauve Sélès avant de repartir subitement. On découvre à la fin du jeu qu'il avait fait un pacte avec Yuan puis il accompagne Emil et les autres jusqu'à la fin du jeu. Il se bat avec deux sabres. Il est de l'élément feu.
Colette Brunel
Colette est une jeune fille sympathique qui est toujours prête à aider les autres. Elle est également l'ancienne élue de Sylvarant. Désormais détestée par les gens de Sylvarant, l'accusant d'avoir réunifié les mondes, elle est également la proie du Vanguard. On la rencontre à Asgard où elle parvient à sauver Marta d'Alice avant d'aider Emil à battre Hawk. Elle part alors avec eux au temple du vent et les aide à trouver le noyau du centurion avant de partir. Elle revient à la Forteresse du Cap mais repart aussitôt à la recherche de Lloyd. Elle revient ensuite aider Emil et Marta lorsqu'Altamira est attaquée et les aide jusqu'à la fin du jeu. Elle se bat avec des chakrams et peut faire de la magie d'ange.Elle est de l'élément lumière et possède des ailes d'ange roses.
Génis Sage
Génis est un jeune demi-elfe gentil et très intelligent. Il apparait dans le temple du feu ou il aide Emil, Marta et sa sœur, Raine à trouver le noyau d'Ignis. Lui et Raine accompagnent ensuite Emil et Marta trouver le noyau d'Ignis ou ils voient Lloyd qui s'enfuit. On les revoit ensuite au temple de la glace puis à la Forteresse du Cap où ils aident les héros. On les obtient définitivement à partir de Mizuho. Génis se bat avec un kendama et peut faire de la magie élémentale. Il est de l'élément glace.
Raine Sage
Raine est une demi-elfe très intelligente et passionnée par les ruines. C'est également la grande sœur de Génis. De nouveau professeur d'Isélia, elle apparait pour la première fois dans l'école de cette ville. Elle et Génis accompagnent ensuite Emil et Marta trouver le noyau d'Ignis ou ils voient Lloyd qui s'enfuit. On les revoit ensuite au temple de la glace puis à la Forteresse du Cap où ils aident les héros. On les obtient définitivement à partir de Mizuho. Raine se bat avec un bâton magique et est le personnage qui a le plus de sorts de soin. Elle est de l'élément eau.
Sheena Fujibayashi
Sheena est une ninja assez solitaire qui possède des dons d'invocations. Désormais chef du village de Mizuho, elle apparait au temple de la glace où elle sauve Marta de Richter. Elle accompagne les héros pendant un long moment avant la capture de Régal par le Vanguard où elle doit le sauver. Elle revient peu après et aide les héros jusqu'à la fin du jeu. Elle se bat avec des sceaux. Elle est de l'élément vent.
Zélos Wilder
Zélos est un jeune homme marrant et dragueur qui est aussi l'ancien élu de Téssé'halla. Il apparait à Palmacosta ou il rencontre Emil et Marta puis il sauve ces deux derniers d'Alice dans les ruines de la dynastie. Après que Sélès a été enlevée, il la libère avec l'aide des deux héros puis les aide à infiltrer Altamira, occupée par le Vanguard, avant de les accompagner jusqu'à la fin du jeu. C'est un personnage polyvalent, il se bat avec une dague et un écu et peut faire de la magie élémentale, de soin et d'ange. Il est de l'élément foudre et possède des ailes d'ange orange.
Préséa Combatir
Préséa est une femme de 30 ans mais qui n'en parait que 12 à cause d'une exsphère implantée en elle. Elle crée désormais des artefacts pour la société Lezareno. On la voit la première fois lorsque Sheena lui demande d'aider Emil et Marta. Elle combat Magnar avec leur aide et les accompagne jusqu'à Altamira, prise d'assaut par le Vanguard. Elle aide les héros jusqu'à la fin du jeu. Elle se bat avec une grosse hache. Elle est de l'élément terre.
Régal Bryant
Régal est un homme sage et sympathique. Maintenant à la tête de la société Lezareno, il apparait pour la première fois en tant que prisonnier à Izoold. Après l'avoir libéré, il aide les héros à stopper Lloyd et à réunir les noyaux de centurions jusqu'à ce qu'il soit fait prisonnier par le Vanguard. Une fois libéré, il accompagne les héros jusqu'à la fin du jeu. Il se bat uniquement avec ses pieds et a aussi des attaques de soin. À l'inverse du dernier jeu il casse ses menottes. Il est de l'élément eau.
Kratos Aurion
Kratos est l'un des anciens compagnons de Mithos ainsi que le père de Lloyd. Il n'est vu que dans une seule scène. Il dit à Yuan que les communications de Derris Kharlan sont impossibles désormais. Il se rend alors compte qu'Emil l'observe et se présente avant de dire adieu à Yuan. Il semble connaitre Tenebrae. Comme dans le précédent jeu, c'est le narrateur de l'histoire.Il possède des ailes d'ange bleu-ciel.
Yuan
Yuan est un demi-elfe qui était l'un des compagnons de Mithos ainsi que le fiancé de Martel. Dans le précédent jeu, c'est aussi le chef des Renégats, une organisation qui s'opposait au Cruxis. Dans ce jeu, il est vu pour la première fois à Asgard, ou il dit qu'il est déjà venu ici avec ses amis il y a très longtemps. On découvre plus tard qu'il est le gardien du nouvel arbre de Kharlan. Il dira à Lloyd et Emil ce qu'il faut faire pour sauver le monde. Il est probablement de l'élément foudre. Il possède des ailes d'ange pourpre.
Dirk
Dirk est un nain qui est le père adoptif de Lloyd. On le rencontre pour la première fois sur une plage en compagnie de Noïshe lorsqu'il indique le chemin à Emil et Marta puis on le revoit au temple de Martel ou il ne croit pas son fils coupable de la purge sanglante malgré les dires des deux héros. Vers la fin du jeu, on le revoit dans le même lieu lorsqu'il apprend enfin la vérité à propos de Lloyd et qu'il aide ce dernier et ses amis à entrer dans le temple.
Sélès Wilder
Sélès est la jeune sœur de Zélos. Dans le précédent épisode, elle vit dans une abbaye et elle garde le cristal du Cruxis de Zélos. Dans cet épisode, elle se fait enlever par Decus, qui a pris l'apparence de Lloyd, après avoir acheté le cœur de Glacies, le centurion de la glace. Elle est finalement libérée par Emil, Marta, Zélos, Régal, Sheena, Colette ainsi que le véritable Lloyd, d'Alice et Decus à la forteresse du Cap et accepte de donner le noyau de Glacies à Emil.Elle est probablement de l'élément glace ou lumière.

## Production
Cette suite n'a pas été réalisée par la même équipe de production que le premier opus, l'équipe étant occupée à ce moment-là dans le développement d'un autre titre de la firme : Tales of Vesperia. 
Le design des nouveaux personnages a été confié à Daigo Okumura et non Kosuke Fujishima, character designer sur le premier titre. Cela expliquant l'apparence inchangée et l'absence des cut-ins lors des Hi-Ougis(Mystic Artes) des anciens personnages du premier titre. 

## Accueil
Le jeu a hérité de la note de 6.7/10 de la part du site spécialisé IGN, soit l'évaluation "Passable". Il s'est vendu à hauteur de 120 000 exemplaires au Japon le premier jour de sa commercialisation. En août 2008, lors de l'annonce des chiffres de ventes de Namco pendant son année fiscale 2009, la firme annonce que le jeu a dépassé le stade des 215 000 exemplaires vendus. Famitsu, magazine reconnu dans le domaine du jeu vidéo, a attribué la note de 31/40 au dit-jeu. Globalement, les notes des sites et des magazines tournent autour de 7,5/10, oscillants entre 6/10 et 8/10. 

## Rééditions[6]
- 2013 / 2014, dans une compilation nommée Tales of Symphonia Chronicles sur PlayStation 3.